# 니시야마 뎃페이
니시야마 뎃페이(일본어: 西山 哲平 1975년 2월 2일 ~ )는 일본의 전 축구 선수이다.

## 구단 경력
과거 벨마레 히라쓰카, 몬테디오 야마가타, 오이타 트리니타에서 활동하였다.